# Pavlovce nad Uhom
Pavlovce nad Uhom – wieś (obec) na Słowacji położona w kraju koszyckim, w powiecie Michalovce. Pierwsze wzmianki o miejscowości pochodzą z roku 1327. 
Według danych z dnia 31 grudnia 2012, wieś zamieszkiwało 4436 osób, w tym 2245 kobiet i 2191 mężczyzn.
W 2001 roku rozkład populacji względem narodowości i przynależności etnicznej wyglądał następująco:
- Słowacy – 68,85%
- Czesi – 0,25%
- Niemcy – 0,02%
- Polacy – 0,09%
- Romowie – 23,48%
- Rusini – 0,05%
- Ukraińcy – 0,18%
- Węgrzy – 0,59%

Ze względu na wyznawaną religię struktura mieszkańców kształtowała się w 2001 roku następująco:
- Katolicy rzymscy – 74,65%
- Grekokatolicy – 9,58%
- Ewangelicy – 0,25%
- Prawosławni – 0,11%
- Ateiści – 5,96%
- Nie podano – 6,55%